# Taglio delle orecchie (zoologia)

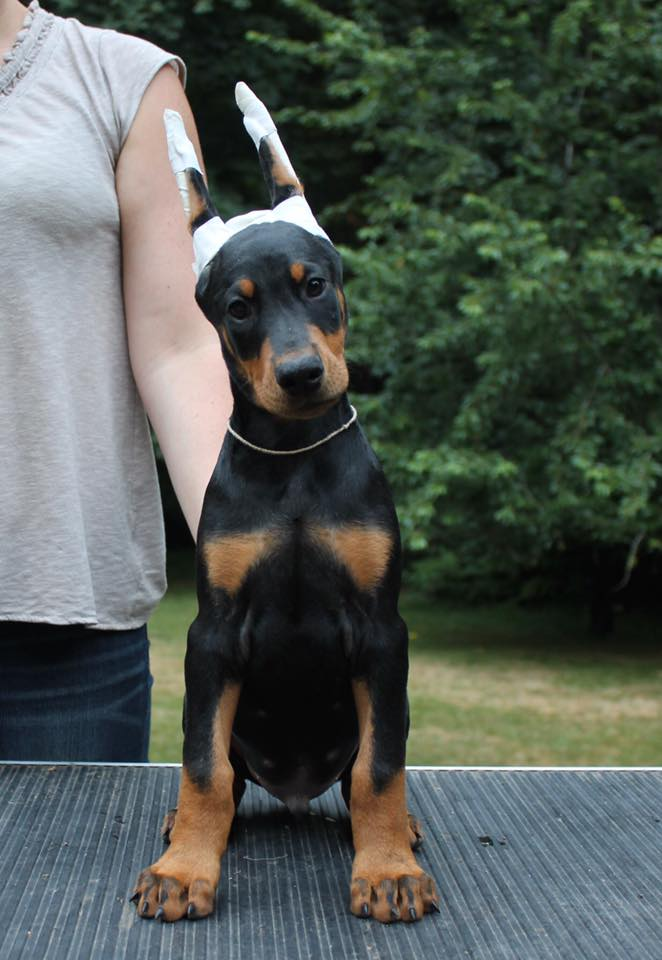
Un cucciolo di Doberman Pinscher con le orecchie legate con nastro adesivo per modellarle nella forma e nel portamento desiderati dopo il taglio.

Il taglio delle orecchie è la rimozione di una parte o di tutti i lembi esterni dell'orecchio di un animale. La procedura a volte comporta il rinforzo e la fasciatura del resto delle orecchie per addestrarle a puntare verso l'alto. Praticata quasi esclusivamente sui cani, è una pratica antica che un tempo veniva eseguita per motivi pratici e di salute, ma anche per presunti motivi estetici. La scienza veterinaria afferma che l'animale non trae alcun beneficio medico o fisico dalla procedura. In tempi moderni, la pratica di eseguire interventi chirurgici non necessari viene considerata crudeltà sugli animali e il taglio delle orecchie è vietato in molte nazioni, pur rimanendo legale in un numero limitato di paesi. Dove consentito, è effettuato solo su alcune razze di cani, come le razze di tipo pit bull e bull terrier, il Doberman Pinscher, lo Schnauzer, l'Alano, il Boxer e il Cane Corso.

## Storia e scopi
Storicamente, il taglio delle orecchie veniva eseguito su cani da lavoro poiché si riteneva che avrebbe ridotto il rischio di complicazioni per la salute, come infezioni alle orecchie o ematomi. Il taglio veniva eseguito anche su cani che avrebbero potuto dover combattere, sia durante la caccia ad animali che avrebbero potuto reagire o durante la difesa di mandrie di bestiame dai predatori, o perché venivano utilizzati per sport di combattimento in fossa come il combattimento di cani o il bear-baiting. Nell'antica Roma, ad esempio, si tagliavano le orecchie dei cani per evitare danni e ferite durante i combattimenti e la caccia, mentre la coda veniva tagliata per evitare la trasmissione della rabbia.

### Razze da protezione delle greggi
Il taglio delle orecchie dei cani da guardia del bestiame era, ed è ancora (seppur in misura molto minore rispetto al passato), una tradizione in alcune culture pastorali. Le orecchie di questi cani da guardia, come il Pastore del Caucaso e il pastore maremmano abruzzese, venivano tradizionalmente tagliate per ridurre la possibilità che lupi o cani avversari riuscissero ad afferrarle con i denti o con le zampe.
Secondo una descrizione, il taglio veniva effettuato quando i cuccioli venivano svezzati, a circa sei settimane. Veniva eseguito da un pastore anziano o esperto, utilizzando le normali forbici a lama usate per la tosatura, ben affilate. Le orecchie venivano tagliate a punta come quelle di una volpe, o arrotondate come quelle di un orso. I padiglioni auricolari rimossi venivano prima grigliati, quindi dati al cucciolo da mangiare, nella convinzione che lo avrebbero reso più "acido". Un metodo alternativo era quello di rimuovere le orecchie dai cuccioli appena nati torcendole; tuttavia, questo non lasciava quasi nessun orecchio esterno sul cane. Il taglio delle orecchie e l'uso di collari chiodati come difesa contro i lupi sono pratiche ampiamente descritte già nel XVII secolo, come ad esempio nelle favole di Jean de La Fontaine.

### Combattimenti
Allo stesso modo, per i cani da combattimento il taglio viene utilizzato per ridurre al minimo il rischio che le orecchie venissero morse e trattenute. Le orecchie erano un bersaglio facile per un animale avversario che le afferrava o le strappava. Ai cani possono essere tagliate le orecchie, legalmente o meno, per partecipare a combattimenti di cani, essi stessi illegali in molte giurisdizioni.

### Pratiche moderne
Nel 2000, il veterinario Bruce Fogle scrisse: 
[I] cani hanno le orecchie parzialmente amputate ('tagliate' è la parola benigna che la gente ama usare) per nessun altro motivo che per farli sembrare feroci. Questa è principalmente una tradizione tedesca, nata dalle origini militari e dagli usi di razze come alani, boxer, dobermann e schnauzer. Questa mutilazione (mi dispiace essere così schietto, ma è questo che significa tagliare) è vietata nel suo paese di origine e nella maggior parte degli altri paesi FCI. Il Nord America rimane l'unica regione significativa al mondo in cui le amputazioni di orecchie e il taglio della coda vengono ancora eseguite di routine. Non esiste alcuna giustificazione medica o lavorativa per l'esecuzione di queste procedure sui cani da compagnia. Molti veterinari dedicati e amanti dei cani non eseguiranno più queste alterazioni.

## La procedura
La procedura veterinaria è nota come "otoplastica estetica", e comporta la rimozione di una porzione dei padiglioni auricolari, il lembo esterno dell'orecchio. Il ritaglio viene solitamente eseguito sui cuccioli tra le 7 e le 12 settimane di età. Dopo 16 settimane, la procedura è più dolorosa e l'animale ha una maggiore memoria del dolore. Di solito fino a 2⁄3 del lembo dell'orecchio vengono rimossi in un'operazione di ritaglio e i bordi della ferita vengono chiusi con punti di sutura. Le orecchie vengono quindi fasciate fino a quando non guariscono nella forma corretta. Si raccomanda di eseguire la procedura in anestesia generale; le preoccupazioni principali degli oppositori ruotano attorno al dolore postoperatorio.
Le scuole veterinarie statunitensi in genere non insegnano il taglio delle orecchie, e quindi i veterinari che eseguono questa pratica devono imparare sul campo. Ci sono anche problemi con i dilettanti che eseguono il taglio delle orecchie, in particolare negli allevamenti di cuccioli.
Dall'inizio del '900 circa, il taglio delle orecchie è stato eseguito più spesso per scopi estetici. Nelle nazioni e negli stati in cui è ancora legale, viene solitamente praticato perché è richiesto come parte di uno standard di razza per l'esposizione alle mostre canine. Negli Stati Uniti, sebbene il taglio della coda, la rimozione degli speroni e le procedure di sterilizzazione rimangano comuni, il taglio delle orecchie è in declino, tranne che nel settore delle mostre canine. Alcuni concorrenti del ring espositivo affermano che interromperebbero del tutto la pratica se potessero ancora "vincere sul ring".

## Benessere e diritti degli animali
La pratica è illegale nella maggior parte d'Europa, compresi tutti i paesi che hanno ratificato la Convenzione europea per la protezione degli animali da compagnia e la maggior parte dei paesi membri della Fédération cynologique internationale. È illegale in alcune regioni della Spagna e in alcune province canadesi.
Il taglio delle orecchie è ancora ampiamente praticato negli Stati Uniti e in alcune parti del Canada, con circa 130 000 cuccioli negli Stati Uniti che si ritiene abbiano le orecchie tagliate ogni anno. Sia l'American Kennel Club (AKC) che il Canadian Kennel Club consentono questa pratica. La posizione dell'AKC è che il taglio delle orecchie e il taglio della coda sono "pratiche accettabili integrali per definire e preservare il carattere della razza e/o migliorare la buona salute". Mentre alcuni singoli stati hanno tentato di vietare il taglio delle orecchie, c'è una forte opposizione da parte di alcune organizzazioni di razze canine, che citano problemi di salute e tradizione.
L'American Veterinary Medical Association "si oppone al taglio delle orecchie e della coda dei cani quando viene eseguito esclusivamente per scopi estetici" e "incoraggia l'eliminazione del taglio delle orecchie e della coda dagli standard di razza".
Nel 2009, la catena veterinaria Banfield Pet Hospital ha annunciato che non avrebbe più praticato il taglio della coda, delle orecchie o la devocalizzazione sui cani.
È stato suggerito che il taglio possa interferire con la capacità del cane di comunicare tramite segnali auricolari, tuttavia non è stato condotto nessuno studio scientifico comparativo sulla comunicazione auricolare nei cani con e senza taglio.

## Animali non canini
Il taglio di grandi porzioni delle orecchie di altri animali è raro, sebbene il taglio di forme identificative nelle orecchie del bestiame, chiamate marchi auricolari, fosse comune prima dell'introduzione dei marchi auricolari obbligatori. La rimozione di porzioni dell'orecchio di topi da laboratorio o gatti selvatici sterilizzati a scopo di identificazione, vale a dire l'incisione o la punta dell'orecchio, è ancora utilizzata. La pratica del taglio per scopi cosmetici è rara nei non canini, sebbene alcuni animali allevati selettivamente abbiano orecchie naturalmente piccole che possono essere scambiate per un taglio.

## Galleria d'immagini

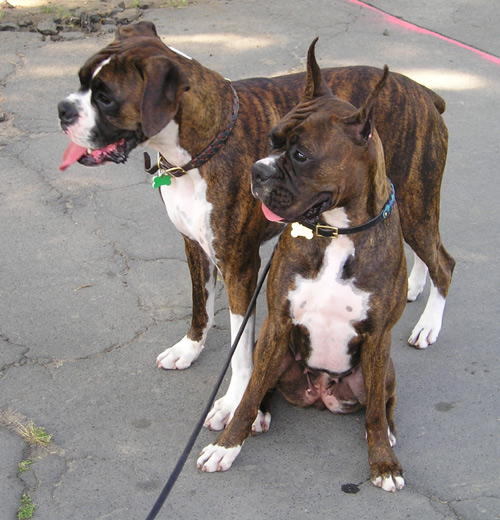
Boxer che mostrano orecchie naturali e tagliate
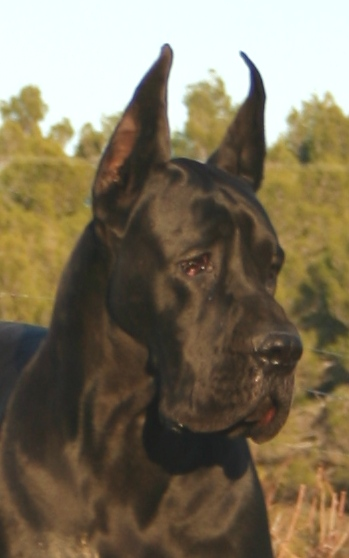
Taglio lungo delle orecchie su un alano
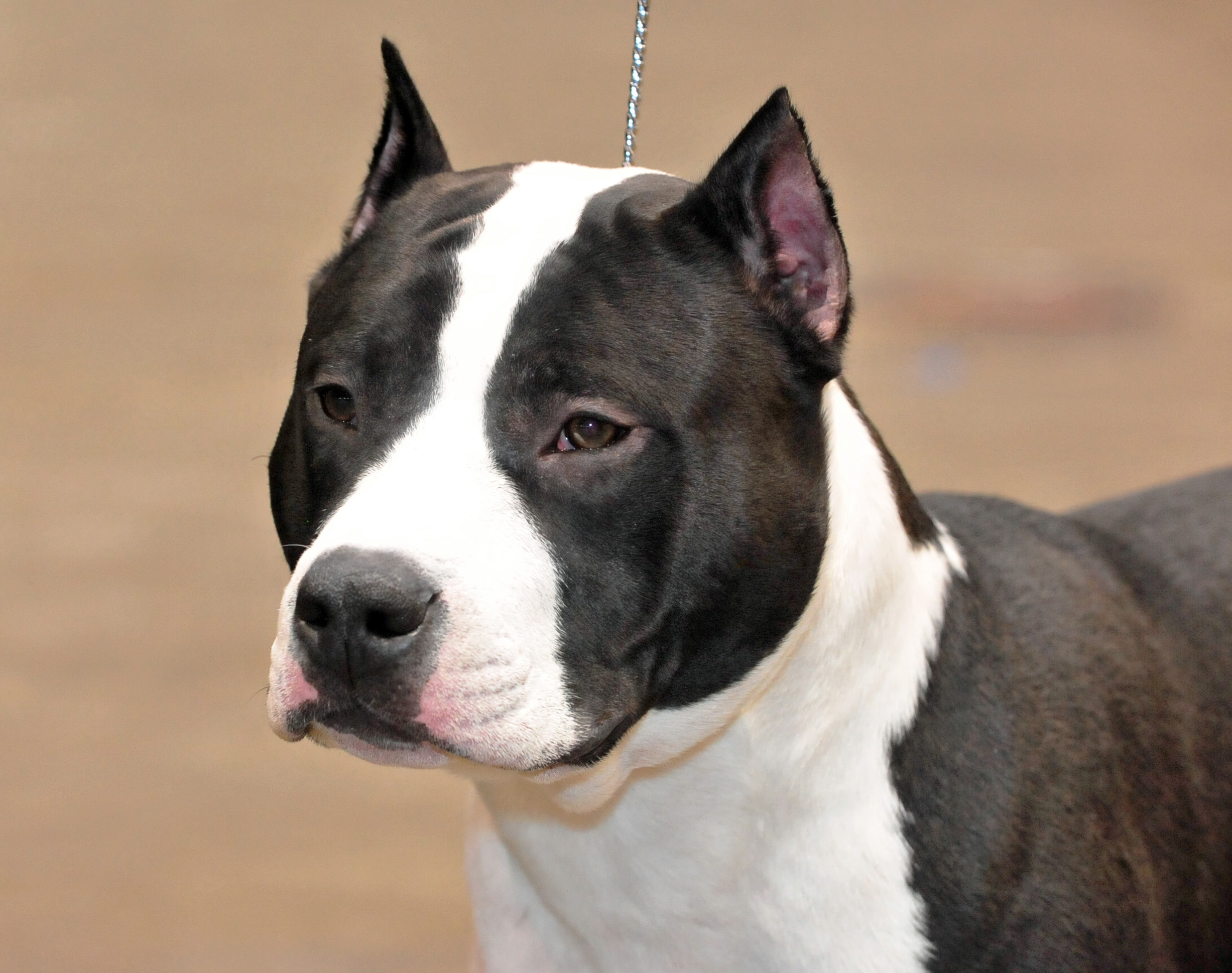
Taglio medio su un American Staffordshire terrier
Taglio corto su un mastino napoletano
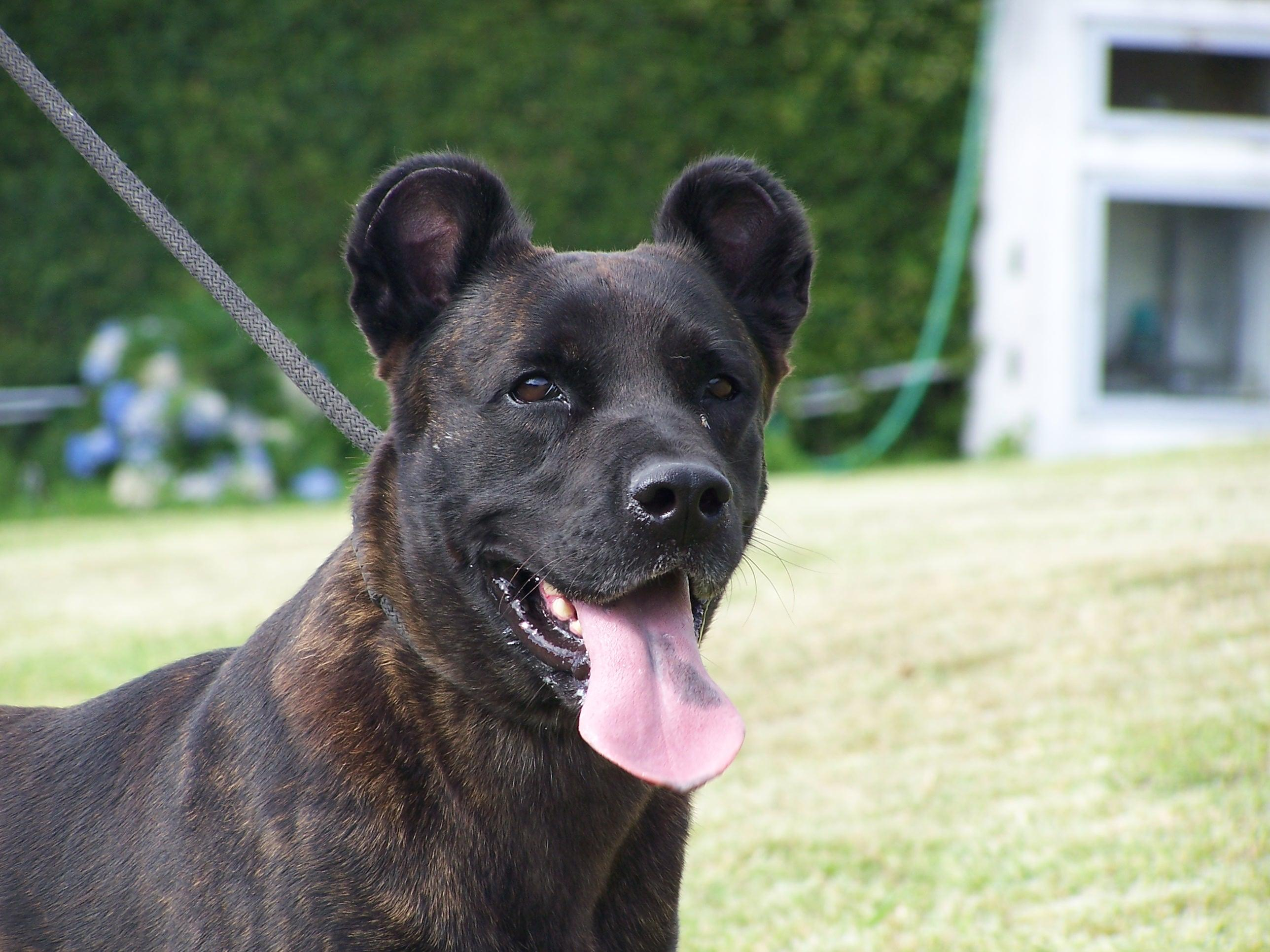
Taglio arrotondato su un cão fila de São Miguel